# Helenoconcha polyodon
Helenoconcha polyodon је пуж из реда Stylommatophora и фамилије Charopidae.

## Угроженост
Ова врста је наведена као изумрла, што значи да нису познати живи примерци.

## Распрострањење
Ареал врсте је био ограничен на острво Света Јелена.